# 祖冲之路
祖冲之路位于中国上海市浦东新区张江高科技园区，东西走向，是該园区的一條道路，於1990年代中期出現。路名意在纪念刘宋时代數學家及天文學家祖冲之。

## 交会道路（西向东）
- 罗山路
- 景明路
- 碧波路
- 松涛路
- 科苑路
- 牛顿路
- 藿香路
- 居里路
- 金科路
- 哈雷路
- 高斯路
- 张江·青云路
- 张江路